# Чусовитино
Чусови́тино — село в Ленинск-Кузнецком районе Кемеровской области. Административный центр Чусовитинского сельского поселения.

## География
Центральная часть населённого пункта расположена на высоте 169 м над уровнем моря.

## Население
| 2010 |
| ---- |
| 1113 |

### Половой состав
По данным Всероссийской переписи населения 2010 года, в селе Чусовитино проживало 1113 человек (504 мужчины, 609 женщин).

## Улицы
| - ул. Гагарина, - ул. Журинская, - ул. Заречная, - ул. Ленина, | - ул. Новая, - ул. Пушкина, - ул. Советская, - ул. Школьная. |